# 加藤勇次郎
加藤 勇次郎（かとう ゆうじろう、1857年11月26日（安政4年10月10日） - 1934年（昭和9年）1月16日）は、熊本バンドの一人である。

## 生涯

### 熊本洋学校時代
1857年肥後国菊池郡広瀬村（現・菊池市）に生まれる。1872年熊本洋学校に入学し、1876年（明治9年）1月30日に花岡山で奉教趣意書に署名する。L.L.ジェーンズから洗礼を受ける。

### 同志社学生時代
1876年9月に同志社英学校に入学する。海老名弾正、小崎弘道、森田久万人らと西京第三公会に転入会する。

### 同志社教員時代
1879年（明治12年）、同志社英学校を第1期生として卒業する。同志社の同志社女学校、予備学校、普通学校の教員になり、英語、数学、物理を教えた。

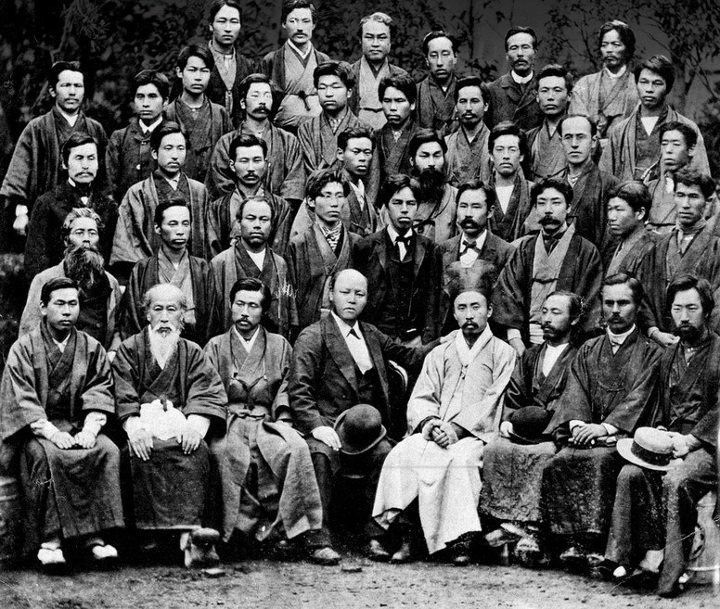
1883年の第三回全国基督信徒大親睦会の幹部、加藤は前から3列目の左から2人目

1883年（明治16年）熊本バンドの海老名弾正、宮川経輝、横井時雄、金森通倫、上原方立らと一緒に、東京の新栄教会で開催された、第三回全国基督教信徒大親睦会に幹部として出席する。
1886年（明治19年）に前橋英学校を設立し、校主に就任する。同校は経営難で一度閉校したのち前橋英和女学校として再建され、現在の共愛学園へと至る。
1890年（明治23年）、同志社校友会の創立の際に、初代会長に就任する。1890年、同志社より物理学専修のためアメリカ合衆国に派遣される。渡米し、マサチューセッツ工科大学で学ぶ。
1893年（明治26年）に同志社ハリス理化学校物理学教授に就任するが、翌年退職する。と同時に、キリスト教信仰を捨てる。

### 実業家時代
同志社退職後、京都水利事務所技師に加えられる。また、京都電気鉄道などにも加わった。その後、門司市で東洋商会を経営する。1930年に引退し、1934年に岸和田市岸城町で死没した。

## 関連文献
- 同志社大学人文科学研究所 編『熊本バンド研究 日本プロテスタンティズムの一源流と展開』487頁、みすず書房、1965年
- 本井康博『徳富蘇峰の師友たち 「神戸バンド」と「熊本バンド」』教文館、2013年